# Proales palimmeka
Proales palimmeka är en hjuldjursart som beskrevs av Myers 1940. Proales palimmeka ingår i släktet Proales och familjen Proalidae. Inga underarter finns listade i Catalogue of Life.